# فيراري 812 سوبرفاست
فيراري 812 سوبرفاست (بالأنجليزية: Ferrari 812 Superfast) سيارة رياضية ذات محرك أمامي وسطي مكون من 12 أسطوانة أنتجتها شركة فيراري الإيطالية، ميكانيكياً تعتمد أحدث سيارات فيراري على محرك V12 سعة 6.5 لتر يولد قوة 789 حصان (800 حصان أوروبي) و 718 نيوتن/متر من عزم الدوران، تعتبر 75% من أجزاء هذا المحرك جديدة بالكامل. أستمدت اسم 812 من عدد الاحصنة 800 و 12 لعد الاسطوانات، وظهرت لأول مرة في معرض جنيف عام 2017 وتعتبر الجيل الجديد من سيارة إف 12 بيرلينيتا.

## القوة
صرحت فيراري انها أقوى وأسرع سيارة فيراري على الإطلاق، وأن التحدي الأكثر صعوبة الذي تواجهه الشركة عند تطوير سيارة جديدة هو قدرتها على تجاوز حدودها وإنجازاتها القديمة مجدداً.
ويزداد هذه التحدي صعوبة عندما تنطوي المهمة على تصميم محرك جديد من 12 أسطوانة، والذي سجل بداية مسيرة فيراري التاريخية في عالم السيارات قبل 70 عاماً في عام 1947.

### عدد الأحصنة
قوة قصوى تصل إلى 800 حصان عند 8500 دورة بالدقيقة، حيث تم إجراء الكثير من البحث والتطوير المكثف بالاعتماد على الخبرة الهندسية التي اكتسبتها فيراري من حلبات السباق لإنتاج سيارة 812 سوبر فاست، المصممة خصيصاً لتوفر للسائقين أداءً قياسياً في جميع المجالات، بالإضافة إلى تجربة قيادة أكثر ثباتاً.
وبفضل قوة محركها التي تبلغ 800 حصان ، أصبحت فيراري 812 سوبر فاست أقوى وأسرع سيارة فيراري بنيت على الإطلاق (باستثناء سيارات الإصدار المحدود ذات المحركات الخلفية من 12 اسطوانة). ورسخت هذه السيارة حقبة جديدة في تاريخ سيارات فيراري ذات المحركات المكونة من 12 اسطوانة مستفيدة من الإرث العريق لسيارتي F12 berlinetta وF12 tdf.

### توزيع الوزن
توازن مثالي لتوزيع الوزن للاستفادة الكاملة من تلك القوة الضخمة ولضمان التوزيع المثالي للوزن، تستغل السيارة أسلوباً متطوراً للغاية يدمج بين المحرك الأمامي وناقل الحركة الخلفي. وهي سيارة فيراري الأولى التي تضمّ نظام المقود المؤازر الكهربائي EPS. يبلغ وزن سيارة 812 سوبرفاست بدون احتساب السوائل 1,525 كيلوغرام، ومع السوائل 1,630 كيلوغرام، يتوزع وزن السيارة 47 بالمئة في الأمام و 53 بالمئة في الخلف.

## المحرك

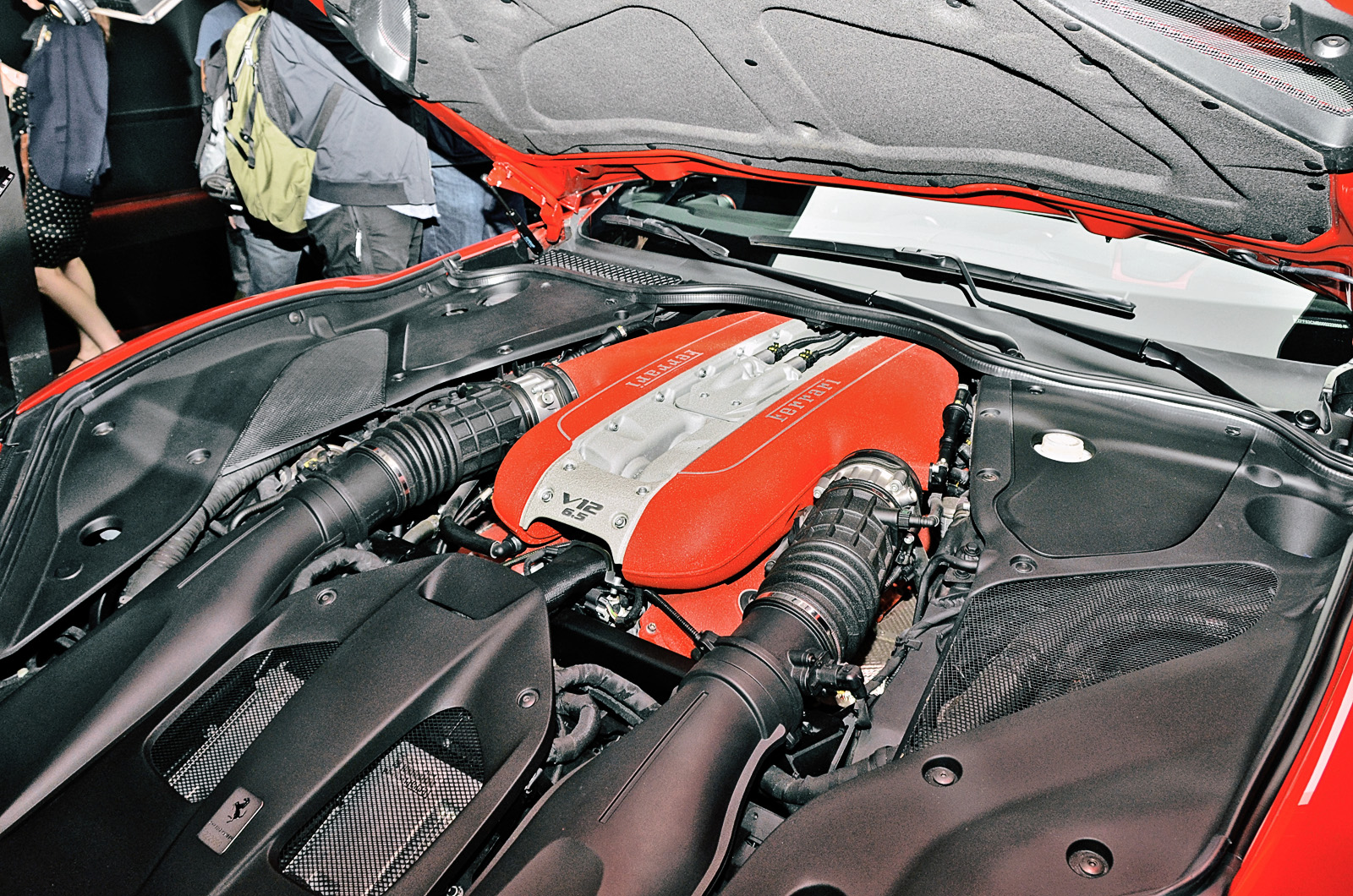
محرك 812

يلبغ وزن المحرك 250 كيلوغرام فقط بفضل استخدام معادن خاصة في صناعته ساهمت بتخفيض وزنه بشكل هائل. ويتصل محرك أجدد سيارات فيراري بصندوق تروس إف 1 من سبع سرعات ثنائي التعشيق، مطوّر خصيصاً لهذا الطراز يغير التروس بسرعة أفضل، لتتسارع أقوى وأسرع سيارة إنتاجية في تاريخ شركة فيراري التي تعمل بنظام دفع خلفي للعجلات من 0 إلى 100 كم/س في 2.9 ثانية، ومن 0 إلى 200 كم/س في 7.9 ثانية، وتبلغ سرعتها القصوى 340 كم/س، ليصبح أقوى محرك ذو تنفس طبيعي في تاريخ فيراري. ويتصل المحرك بناقل حركة ثنائي القابض مستوحى من الفورميلا 1 يمكنه مجاراة سرعة المحرك حتى 8900 لفة في الدقيقة.
وضع مهندسو فيراري خلال مرحلة التطوير تحدياً شخصياً لتجاوز مستوى القوة التي يولدها محرك V12 لسيارة F12 berlinetta. وللقيام بذلك، قرروا تركيز جهودهم بشكل أساسي على تحسين نظام إدخال الهواء وكفاءة الاحتراق للاستفادة بشكل كامل من زيادة سعة المحرك من 6.2 إلى 6.5 لتر. وساهمت هذه الجوانب بزيادة الحد الأقصى من الهواء التي يمكن إدخاله في المحرك وزيادة إنتاج الطاقة ومستويات الكفاءة.

## عزم الدوران
يبلغ العزم الأقصى 718 نيوتن متر عند سرعة 7000 دورة في الدقيقة، ويُتاح 80% من هذا العزم ابتداء من سرعة 3500 دورة في الدقيقة، فتتحسّن بذلك قدرة القيادة والتسارع حتى عند سرعات دوران منخفضة.
وتشكل قوة المحرك خطاً منحنياً يرتفع باستمرار على طول الطريق مع وصول عدد الدورات من 8500 دورة في الدقيقة والسرعة التي تزيد فيها سرعة المحرك وهذا يمنح الركاب شعوراً بالقوة والتسارع.

## التصميم الخارجي

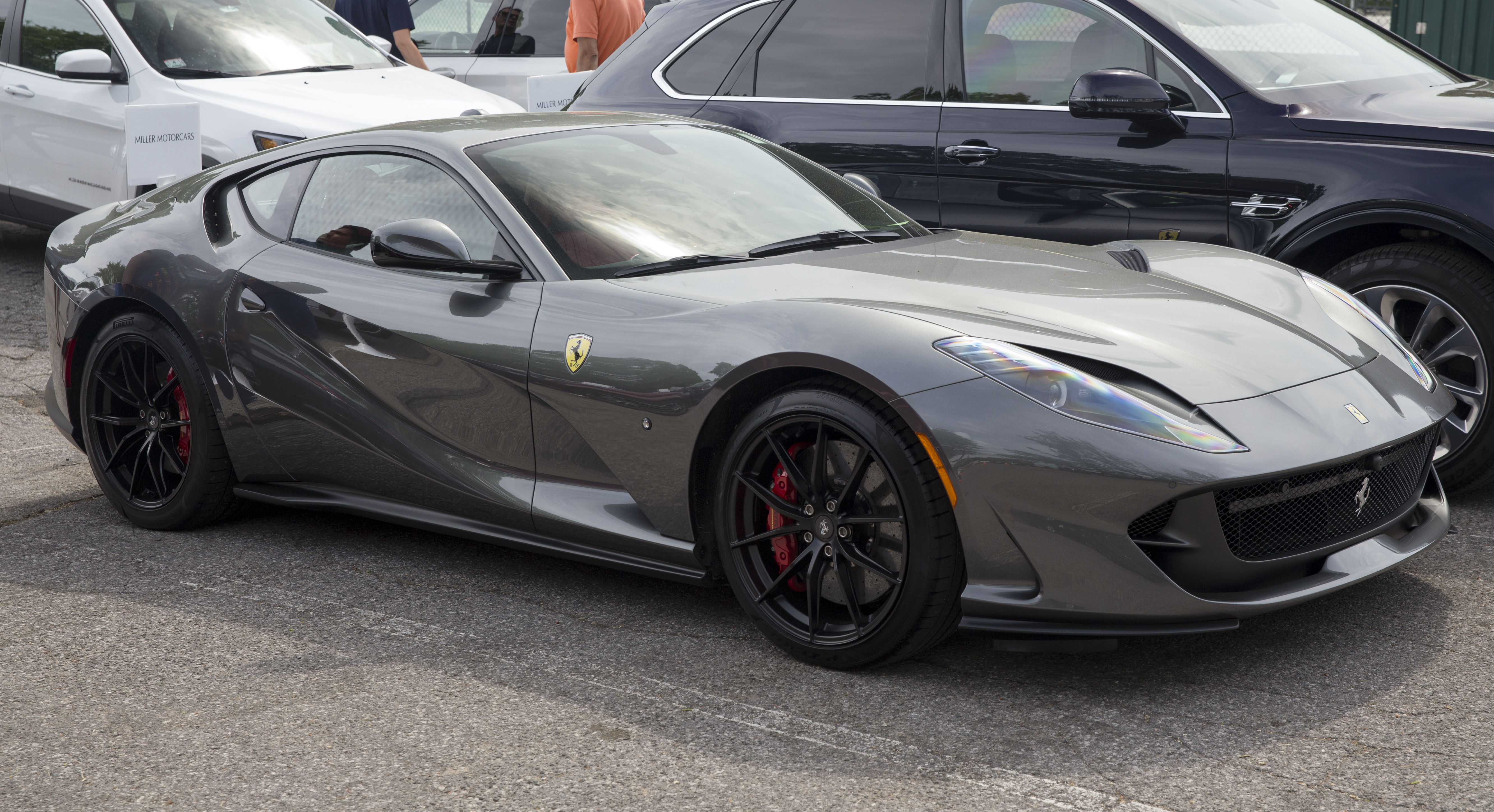
التصميم الخارجي

تمّ تصميم سيارة 812 Superfast في مركز فيراري ستايلينغ للتصميم (بالإنجليزية: Ferrari Styling Centre)، وهو تصميم يعيد تحديد ماهية سيارات فيراري بمحرّك V12 بوضعية أمامية وسطية، فيُبرز أداء السيارة الباهر من خلال خطوط وأبعاد رياضية للغاية.
فعند النظر إلى السيارة من الجانب تتراءى 812 Superfast كسيارة أنيقة من سيارات الفاستباك ذات القسم الخلفي المائل، من خلال تصميم يقسم السيارة إلى قسمين (two-box design) مع قسم خلفي مرتفع يذكّر بسيارة فيراري “365 جي تي بي 4” 365 GTB4 الرائعة التي ظهرت عام 1969.
تتميز أجنحة فيراري 812 سوبرفاست ثلاثية الأبعاد بفتحات الهواء خلف العجلات الأمامية والمصممة لامتصاص الهواء عالي الضغط من العجلة وتوجيهها على طول الأبواب. ويعطي تصميم الجانبين الخلفيين الانطباع بأن قسم السيارة الخلفي قصير، ويطغى عليهما قوسَا عجلات بارزان بوضوح يضفيان على السيارة طابع القوّة والحدّة.
أما في القسم الخلفي، فُتبرِز المصابيح الخلفية الدائرية الأربعة بالشكل التقليدي الذي لطالما اعتمدته فيراري تصميماً يتمحور حول الخطوط الأفقية ويعطي السيارة طلّة عريضة مهيبة تعطي الانطباع بأن الجناح والمقصورة على علو أقل مما هما عليه، دون التقليل من الحجم الكلي أو مساحة الصندوق.

## التصميم الداخلي

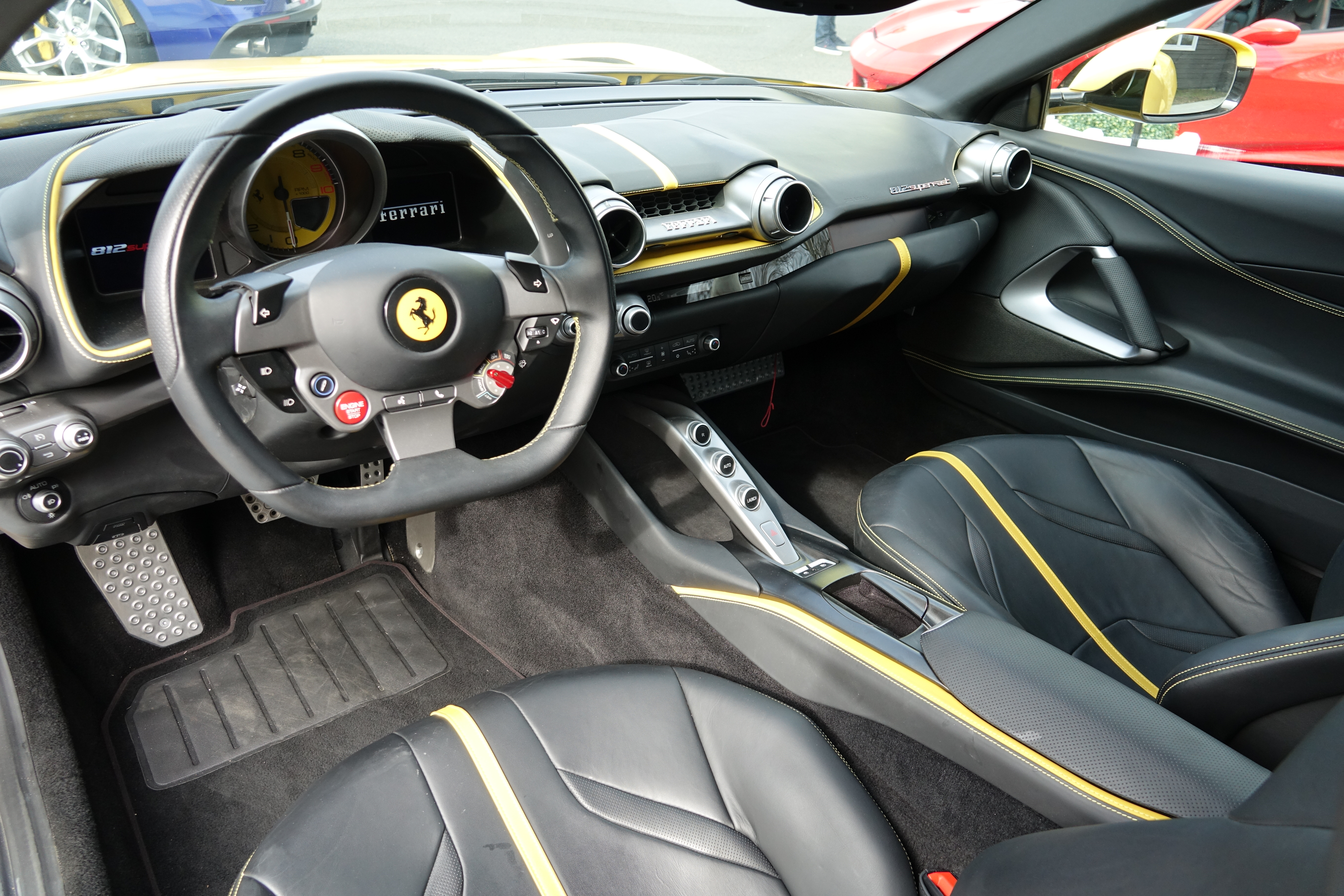
مقصورة 812

جرى إعادة تصميم المقصورة بشكل جذري لإضفاء طابع رياضي أكبر. وتتميز المكونات الداخلية بوزنها الخفيف وتكاملها مع هيكل السيارة الذي يبدو مرئياً في مناطق معينة. وتم تصميم الأسطح بشكل طبقات متعددة لخلق فراغات لتبدو المكونات الرئيسية وكأنها تطفو داخل المقصورة ولتضفي شعوراً بمتعة السباقات والأناقة الخالية من الإضافات غير الضرورية.
وتلتفّ لوحة العدادات الأفقية حول فتحات الهواء لمنح طلّة راقية بانحناءات بارزة وأنيقة للغاية وتبدو شبيهة بمقصورة لافيراري.
تم تصميم المقاعد بشكل مدروس ومبتكر لخلق تفاعل بين المواد الصلبة والفراغات التي تضفي طابعاً على المقعد ومسند الظهر. وتختلف المقاعد عن تصميم بقية السطوح الداخلية وتتناقض معها وذلك بفضل تقليمها من الجلد المثقوب الذي يضيف لمسة رياضية للتصميم الجديد. كذلك تأتي تطعيمات الكاربون فايبر داخل المقصورة، والإطار الأحمر البارز للكثير من التجهيزات الداخلية، مع المقاعد الرياضية التي تدعم السائق خلال القيادة السريعة.
وتتكامل عجلة القيادة والأزرار الموجودة عليها وتصميمها البارز مع بقية مكونات المقصورة، والتي تم تصميمها بشكل يتناسب مع استخدامات السائق.

## الديناميكية الهوائية

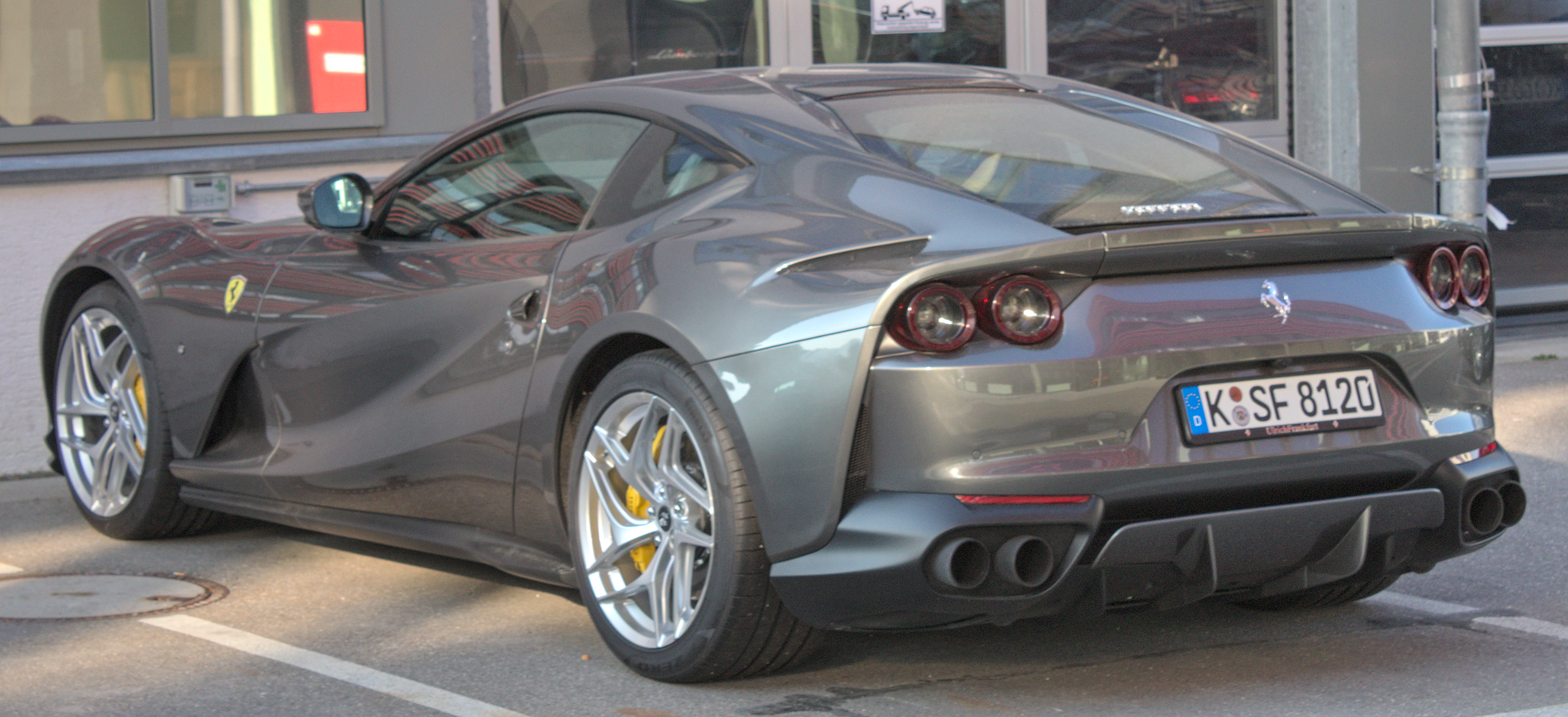
الشكل الخلفي لسيارة 812

يجسد تصميم سيارة 812 سوبر فاست التزام شركة فيراري المستمر بتحسين الأداء في كل نموذج جديد سواء من حيث السرعة أو ديناميكية السيارة المعززة لتوفير تجربة قيادة أكثر متعة.  وتهدف المبادئ الرئيسية لعملية التطوير إلى الارتقاء بمستويات الكفاءة الديناميكية الهوائية بشكل استثنائي من خلال تعزيز القوة السفلية التي تزيد من استقرار السيارة دون زيادة قوة السحب التي تؤثر سلباً على استهلاك الوقود والسرعة القصوى.  وسجلت قيم الديناميكية الهوائية في سيارة 812 معدلات أعلى مقارنة بنظيرتها في سيارة F12 berlinetta.
ويوجد جانب مآخذ الهواء لتبريد المحرك والفرامل قطعة على المصد الأمامي تعمل على توجيه تدفق الهواء المتدفق باتجاه مقدمة السيارة نحو الأجنحة، وهذا ما يساهم بالتالي في تقليل من قوة السحب الكلية بشكل ملحوظ. كما يسهم الجناح الموجود على ذيل السيارة في توليد قوة ضغط سفلي.
كما توجد ثلاثة أزواج من السدود المنحنية على الجزء السفلي وهي مسؤولة عن 30٪ من الزيادة في القوة السفلية مقارنة مع سيارة F12berlinetta.

## أنظمة التحكم

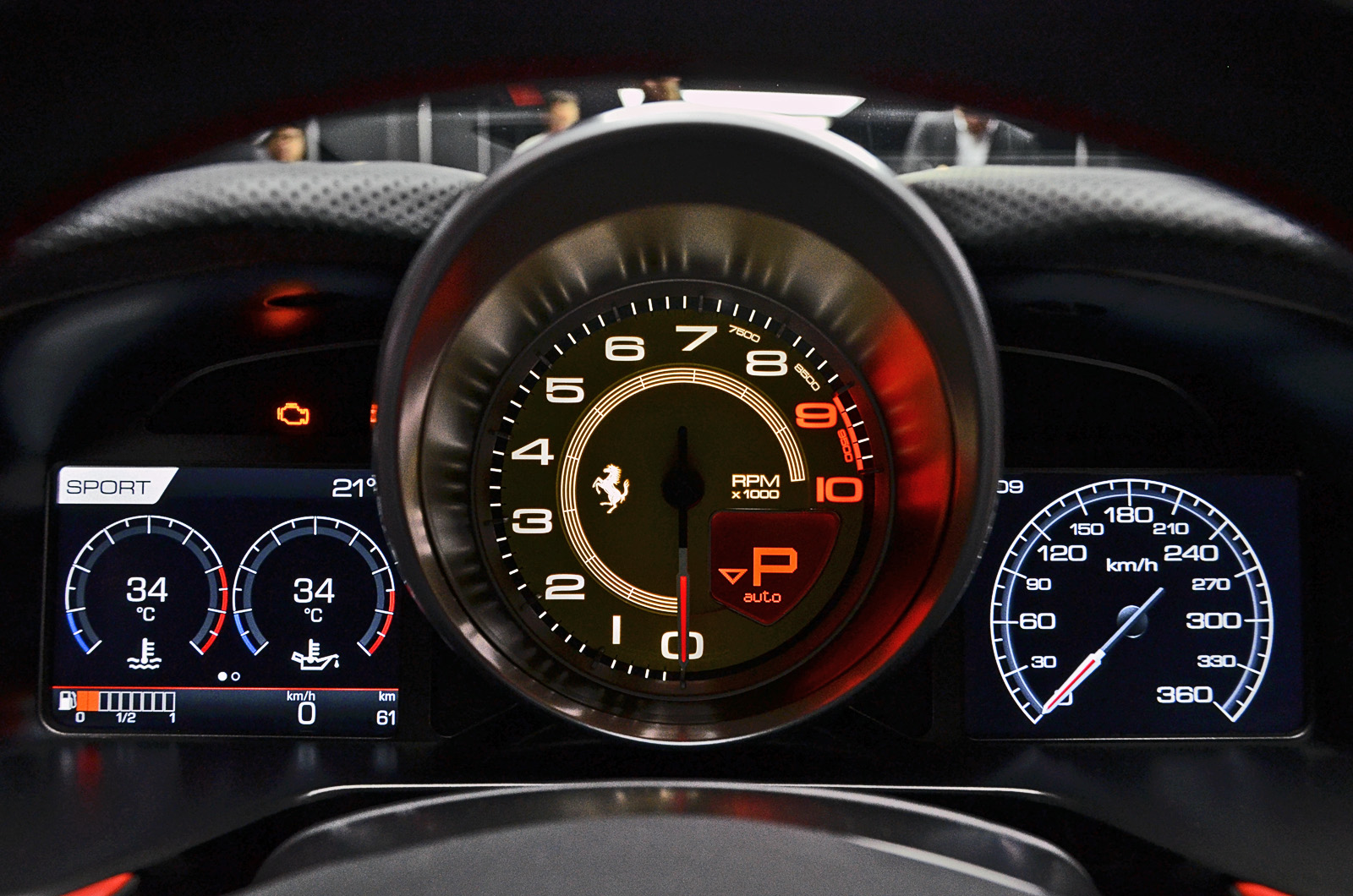
لوحة العدادات

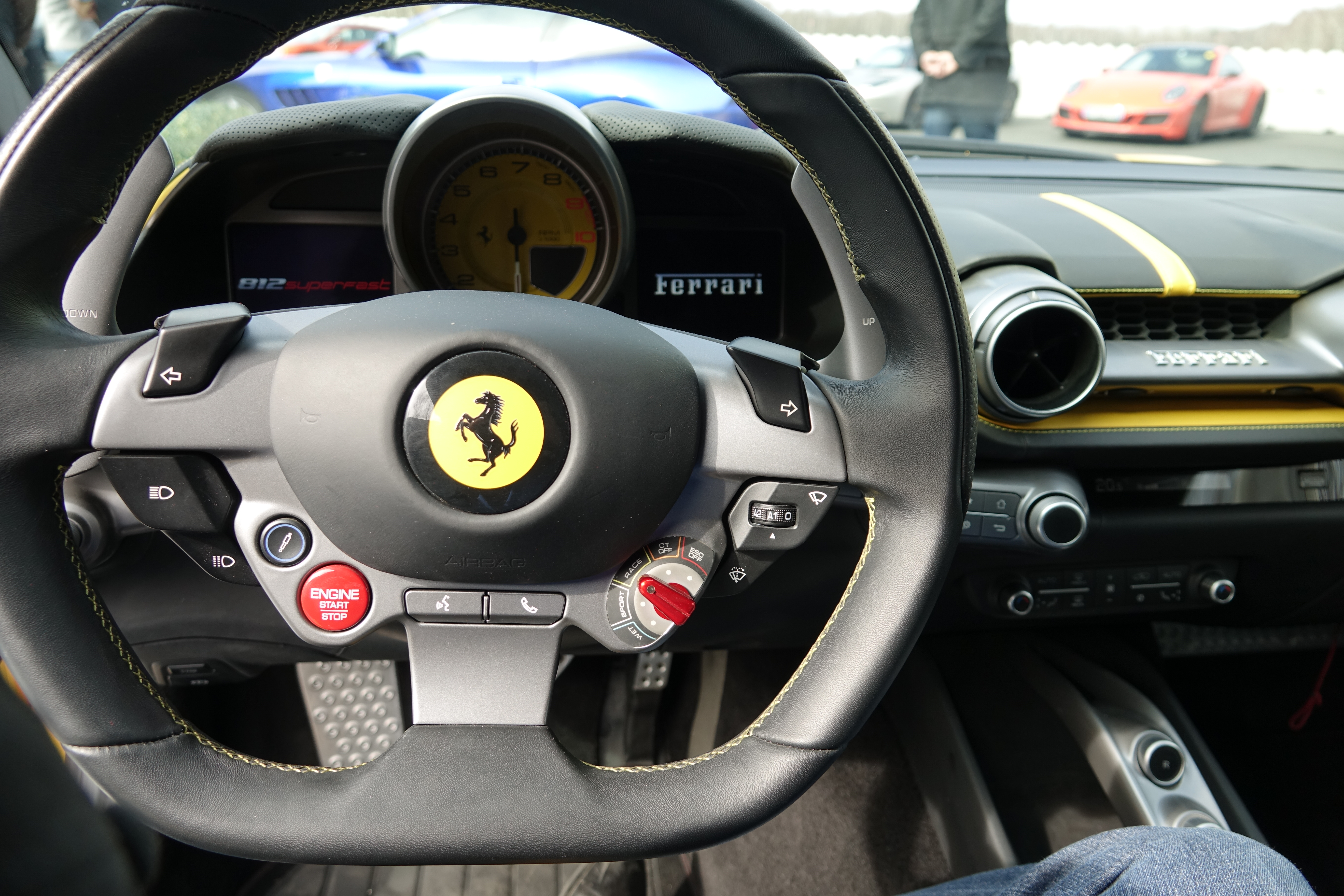
المقود وأزرار التحكم

تحتوي السيارة على أنظمة التحكّم للمرة الأولى، نظام قاعدة العجلات القصيرة الافتراضية 2.0 Virtual Short Wheelbase 2.0 أو PCV وذلك بفضل الخبرة التي كسبتها فيراري من طراز F12tdf، والذي يجمع بين المؤازرة الإلكترونية للتوجيه بالعجلتين الأماميتين والمفهوم الميكانيكي الذي يرتكز حول قياس العجلات والتوجيه بالعجلتين الخلفيتين. ومن خلال دمج هذه التكنولوجيا بالكامل مع أنظمة التحكّم بديناميكا السيارة بالاعتماد على النسخة الخامسة من نظام التحكم بزاوية الانزلاق الجانبي أو Side Slip Control) SSC)، تحسّنت رشاقة 812 Superfast وقَصُرت أوقات التجاوب مع حركة المقود.
وبفضل إدخال نظام المقود المؤازر الكهربائي EPS، تمكن مهندسو فيراري من إطلاق عدة وظائف لدعم تجربة أداء السائق من خلال عجلة القيادة.
- نظام FPP: عند انعطاف السيارة، يوفر عزم دوران عجلة القيادة للسائق دلالة على أن السيارة تقترب من حدود تماسكها على الطريق مما يساعد على التحكم في تلك الحالة الديناميكية.
- نظام FPO: عند حصول انزلاق أمامي للسيارة خلال خروجها من المنعطفات فإن عزم دوران عجلة القيادة يمنح السائق مؤشراً على كيفية توجيه عجلة القيادة لإعادة تنظيم قيادة السيارة بشكل صحيح.

### عجلة القيادة (المقود)
عجلة القيادة من فيراري ذات تصميم يشبه سيارات الفورميلا 1، موفرا كافة الأزرار لكافة وظائف القيادة على عجلة القيادة، حتى يتمكن السائق من الحفاظ على يديه متحكمتين في القوة طوال الوقت، إضافة إلى لوحة العدادات المتطورة التي لازالت تحمل عداد لفات المحرك التقليدي في المنتصف، وشاشتين على الجانبين لبقية المعلومات.

## الإطارات ونظام المكابح

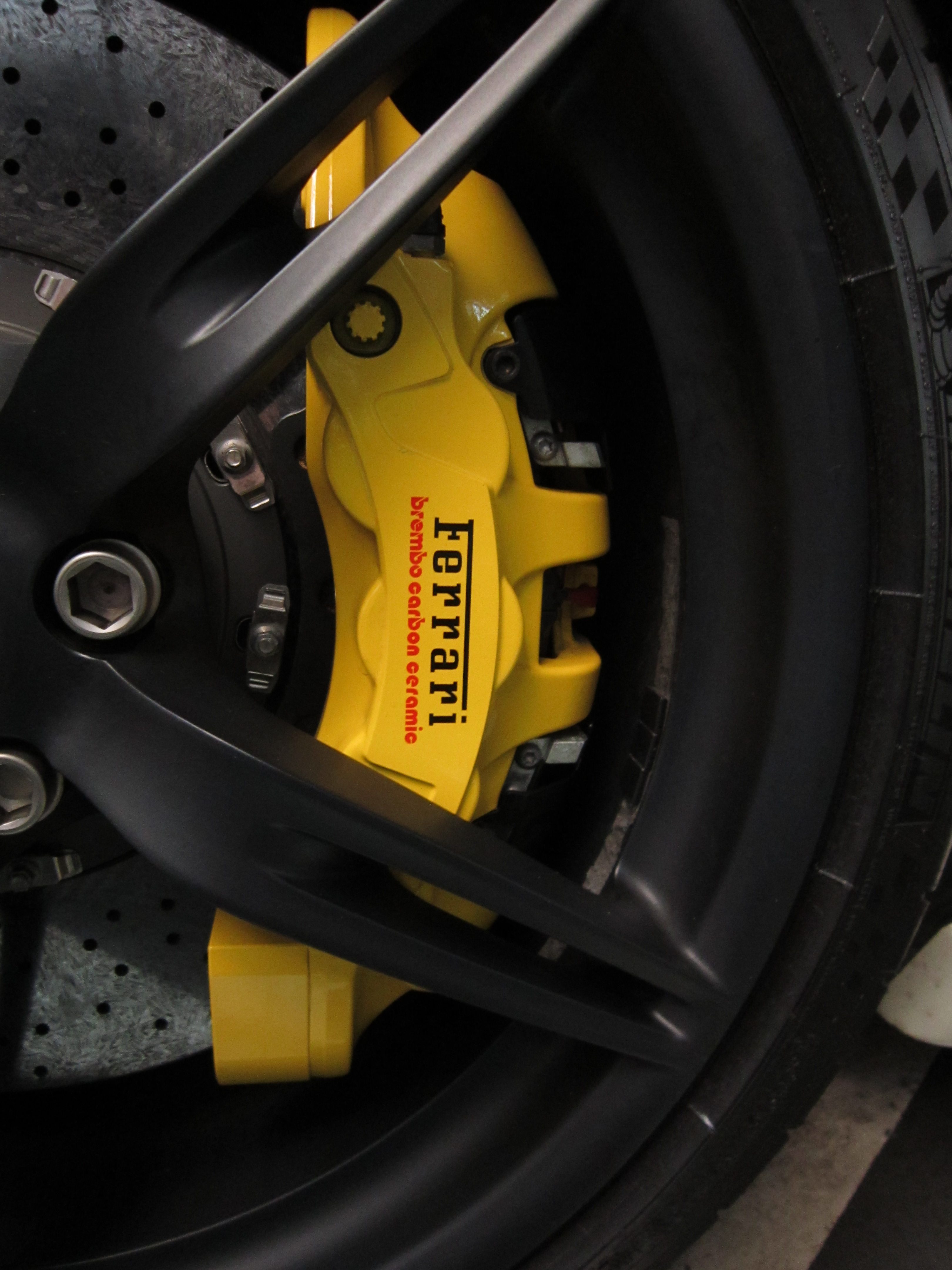
نظام المكابح

تشمل الإعدادات الميكانيكية لهذه السيارة اعتماد الإطارات التي تم تطويرها خصيصاً لفيراري من قبل ميشلان وبيريللي مع الاحتفاظ بنفس الأحجام الأمامية والخلفية (275/315) التي أدخلت على سيارة F12tdf لتحسين مفهوم باسو كورتو فيرتوال (Passo Corto Virtuale).
كما تعتبر مكابح بريمبو المتطورة والتي كانت تُزود في السابق لسيارات لافيراري، الابتكار الأكثر كفاءة على الإطلاق من شركة فيراري، حيث تتكامل بشكل رائع مع نظام الفرامل المانع للانغلاق عالي الأداء، وتحسن أداء الكبح خلال سرعة 100 كيلومتر بالساعة بنسبة 5.8٪ مقارنة مع سيارة F12berlinetta.

## وصلات خارجية
الموقع الرسمي لفيراري
موقع سوبر فاست 812